# 克留基夫河
克留基夫河（烏克蘭語：Крюків），是烏克蘭的河流，位於該國北部，屬於斯諾夫河的右支流，發源自圖皮奇夫，流經切爾尼戈夫州，河道全長32公里，流域面積235平方公里。